# یوهان اولسون
یوهان اولسون (انگلیسی: Johan Olsson؛ زادهٔ ۱۹ مارس ۱۹۸۰) اسکی‌باز صحرانوردی اهل سوئد است.